# Índice de Swaroop
El índice de Swaroop, también llamado tasa de mortalidad proporcional es una tasa empleada en demografía y epidemiología para comparar la mortalidad entre poblaciones con diferente estructura por edades. 
La Tasa bruta de mortalidad es un indicador demográfico que mide el número de defunciones de una población por cada mil habitantes, durante un período determinado (generalmente un año), pero esto no resulta demasiado útil para comparar poblaciones con diferente estructura de edades: Una población A con muchos ancianos ofrecerá una mayor tasa bruta de mortalidad que otra población B más joven, ofreciendo la falsa información de que es mayor el riesgo global de morir en A que en B.
Para evitar este sesgo se emplea el índice de Swaroop, que representa la proporción de fallecimientos entre personas de 50 años o más por cada 100 defunciones totales (un valor más elevado indica una mejor situación sanitaria). Se obtiene en un año, y el 100% se obtendría si todas las personas vivieran más de 50 años. En los países desarrollados este índice ronda el 90%. 